# Metal Gear Solid V: Ground Zeroes
Metal Gear Solid V: Ground Zeroes (メタルギアソリッドグラウンドゼロズ Metaru Gia Soriddo Faibu Guraundo Zerozu?) es un  videojuego de acción-aventura y sigilo desarrollado por Kojima Productions y producido por Konami. Es parte de una subserie de precuelas de la saga Metal Gear, que tiene lugar un año después de los eventos sucedidos en Metal Gear Solid: Peace Walker. Ground Zeroes es la primera parte de Metal Gear Solid V, funcionando como prólogo de  Metal Gear Solid V: The Phantom Pain.

## Sinopsis
Ubicado en 1975 en algún tiempo después de los eventos de Peace Walker, el jugador controla nuevamente a Naked Snake (Big Boss) liderando su organización renegada Militaires Sans Frontieres (MSF), infiltrándose en un centro de detención estadounidense ubicado en Cuba, llamado Camp Omega. El objetivo principal de Snake es recuperar a la agente de Cipher, Paz Ortega, y al joven soldado sandinista, Chico, quienes estuvieron involucrados con Snake durante los eventos de Peace Walker. En algún momento de la misión, la Base Madre de MSF es atacada por una desconocida organización llamada XOF, liderada por Skull Face. Los eventos de Ground Zeroes resultarán importantes en un cambio en la personalidad de Big Boss, que posteriormente se revelarán en la siguiente entrega de la saga: Metal Gear Solid V: The Phantom Pain.

### Argumento
La agente de Cipher, Paz Ortega, ha desaparecido y es dada de baja. Mientras tanto la ONU sospecha que la MSF tiene en su poder una cabeza nuclear y deciden inspeccionar la Mother Base. Bajo la dirección de Kazuhira Miller y el doctor Huey Emmerich, la organización realiza los preparativos para la inspección. Pero la MSF recibe información de que Paz ha sido capturada y enviada a un centro de detención llamado Campamento Omega, en Cuba. La situación se complica cuando Ricardo "Chico" Valenciano intenta rescatarla pero también es capturado. En vista de la información que saben sobre la organización, Snake es enviado a infiltrarse en el campamento y, si están vivos, rescatarlos. Sin embargo, Snake tiene la esperanza de convencer a Paz para que cambie de bando y, así, revelar lo que sabe sobre Cipher.
Al infiltrarse, Snake descubre la existencia de una organización desconocida que abandona el lugar, llamada XOF. Snake localiza a Chico, quien afirma que Paz está muerta. Antes de sacarlo, Chico le da una grabación. En ella, se cree que Paz fue trasladada a otro lugar dentro del campamento. Habiendo explorado la fortaleza, logra encontrarla, pero muy malherida. Ahora que ha cumplido su misión, Snake, Paz y Chico escapan de Omega en un helicóptero, de regreso a la Mother Base. Pero Chico descubre unas marcas quirúrgicas en el cuerpo de Paz. Snake y su equipo logran extraerle la bomba de su estómago a tiempo y la arrojan al océano.
Al llegar, ven que la Mother Base está en llamas y siendo atacada por la organización desconocida XOF. El helicóptero aterriza y Snake empieza a auxiliar a su equipo. Pero decide retirarse, salvando a Miller. Una vez que se alejan en el helicóptero, Snake y Miller observan como la Mother Base es reducida a cenizas. Miller afirma que la inspección de la ONU fue una trampa de Cipher. En ese momento, Paz logra recuperar la conciencia y les advierte a todos que hay otra bomba en ella. Sabiendo que está a punto de morir, abre la compuerta del helicóptero y salta al vacío para salvar a los demás. Snake intenta detenerla pero la explosión lo empuja, haciendo que el helicóptero pierda el control y chocan contra otro helicóptero enemigo.
En el epílogo, el gobierno de los Estados Unidos le resta importancia a la destrucción de la Mother Base y, al igual que la mayoría de sus aliados, niega cualquier conocimiento o relación con la organización MSF. Tanto la ONU como la OIEA negaron cualquier participación, asegurando que no se llevó a cabo ninguna inspección. Sin embargo, antes y después del incidente, varios helicóptero militares no identificados fueron vistos en el lugar. No se encontraron sobrevivientes.
En una escena poscréditos, Paz está siendo siendo interrogada por Skull Face (líder de XOF) antes de llegue Snake a rescatarla. Skull Face le dice: "¿Donde esta Cipher? ¿Donde esta Zero?". Ella llega a un acuerdo con él y le dice donde está.

### Personajes
- Big Boss/Snake
- Kazuhira "Kaz" Miller
- Ricardo "Chico" Valenciano
- Paz Ortega
- Huey Emmerich
- Skull Face

## Sistema de juego
Al igual que en Peace Walker, en Ground Zeroes se incluye como característica la presencia de la Motherbase (en español: Base Madre), lugar en donde el jugador puede desarrollar nuevas tecnologías en armamento y objetos que lo ayuden en las misiones. La principal novedad es una nueva opción que permite al jugador acceder a su Base Madre desde su teléfono inteligente. El director de la serie, Hideo Kojima, reveló que el juego tiene un nuevo ciclo día/noche ejecutado en tiempo real, y que «dependiendo de como viajes entre una etapa a otra, el tiempo de viaje afectará la hora del día cuando arribes a tu destino». Una nueva dirección en la saga, permitirá al jugador elegir en qué orden tienen lugar los eventos en la historia, mediante la selección abierta de las misiones, y aun así «entender el mensaje al final».
Kojima habló sobre el carácter restrictivo de los anteriores títulos de Metal Gear, diciendo que ellos «situaban al jugador en un carril para ir desde el punto A al punto B, con un cierto grado de libertad entre ellos». En un marcado contraste, el equipo de Kojima en su lugar ofreció a los jugadores nuevas formas de recorrido y métodos de sigilo, como tomar un avión, un helicóptero o una moto para acceder a la zona de la misión. Esto, con el fin para Kojima, de lograr una «verdadera experiencia de mundo abierto» en Ground Zeroes.

## Desarrollo
En febrero de 2012 un sitio web llamado «Development Without Borders» (en español: «Desarrollo sin Fronteras»), propiedad de Konami, subió la promoción del desarrollo de una nueva entrega de Metal Gear, titulado «The "next" MGS». El sitio estaba reclutando personal para la Conferencia de Desarrolladores de Videojuegos en marzo de aquel mismo año, solicitando una serie de puestos de trabajo para el último Metal Gear, apuntando a la «última generación en consolas y PC» y para la «próxima generación del motor Fox». Tiempo después, capturas de pantalla y vídeos del recientemente anunciado Fox Engine fueron dados a conocer por el equipo. La demostración contó con muchos escenarios y personajes aleatorios, aunque ninguno relacionado con la serie Metal Gear. En algunas capturas de pantalla, sin embargo, se observó a un personaje parecido a Big Boss caminando hasta un vehículo blindado de combate Stryker visto previamente en Metal Gear Solid 4: Guns of the Patriots.
El juego fue más tarde anunciado el 30 de agosto de 2012, originalmente bajo el nombre de Metal Gear Solid: Ground Zeroes. Este fue revelado en una función privada para celebrar el vigésimo quinto aniversario de la serie Metal Gear, e hizo su debut en público dos días después en el Penny Arcade Expo de 2012, dándose a conocer el primer video del juego, así como la novedad en la saga de ser un mundo abierto. El director Hideo Kojima confirmó que Big Boss volvería como el protagonista del juego, y que la historia iba a servir como prólogo a otro juego de la serie. Será el primer juego en utilizar el nuevo motor Fox Engine, desarrollado por Kojima Productions. En enero de 2013, Kojima reveló que Ground Zeroes será el primer título de la saga en ser subtitulado en árabe, una característica que el equipo había planeado originalmente para los juegos anteriores. Además, confirmó también que la duración de las cinemáticas va a reducirse, ya que cree que las escenas largas están obsoletas.
Originalmente Ground Zeroes y The Phantom Pain iban a ser lanzados juntos, pero el largo tiempo de desarrollo de The Phantom Pain resultó en que Kojima decidió dividir el proyecto en dos partes a fin de que los jugadores tengan un acceso temprano a Metal Gear Solid V. Kojima compara Ground Zeroes con la secuencia pre-título de una película de Hollywood, debido a cómo este construirá la trama de The Phantom Pain. Kojima en un momento incluso expresó su preocupación por el lanzamiento de Ground Zeroes. Afirmó que su objetivo era atacar los tabúes y las temáticas maduras, que él mismo consideraba como «muy arriesgadas», y agregó que sus papeles como creador y productor estaban en conflicto entre sí. Como creador, Kojima quería tomar el riesgo de la exploración de temas que podrían alienar al público, pero como productor, tenía que ser capaz de bajar el tono de los contenidos con el fin de vender tantas copias del juego como sea posible. En última instancia, su papel de creador ganó, y Kojima describió su enfoque como «dar prioridad a la creatividad a través de las ventas».
Kojima describió las conexiones y diferencias entre Ground Zeroes y The Phantom Pain, manifestando que «las capacidades avanzadas del Fox Engine me han permitido contar una nueva historia de una nueva manera», y que «no habrá una diferencia significativa en lo que The Phantom Pain trae a la serie, por lo que queremos facilitar a los jugadores entrar en el nuevo entorno del mundo abierto y su potencial».
Un teaser de Ground Zeroes fue exhibido durante el evento de lanzamiento de la PlayStation 4 el 14 de noviembre de 2013. En la ocasión, se confirmó contenido exclusivo de la entrega para las plataformas de PlayStation, en la forma de una misión titulada «Déjà Vu». La misión permite a los jugadores controlar al «Snake clásico», una recreación pixelada del modelo de Solid Snake en el mítico Metal Gear Solid. Un teaser extendido reveló también a Psycho Mantis, un villano de Metal Gear Solid, y otros elementos de aquella entrega establecidos en una versión de Shadow Moses en Camp Omega.
Un segundo avance, en forma de tráiler fue lanzado el 9 de diciembre del mismo año. Esta vez, con contenido exclusivo para Xbox One. La misión, titulada «Jamais Vu», ofrece una versión de Metal Gear Rising: Revengeance de Raiden donde elimina a una serie de soldados en Camp Omega, manteniendo la misma atmósfera de aquella entrega. En este adelanto, se confirmó la fecha de lanzamiento del juego para el 18 de marzo de 2014. El juego será lanzado tanto física como digitalmente en la primavera de 2014, de manera independiente de Metal Gear Solid V: The Phantom Pain.
Originalmente, la venta física de Ground Zeroes se limitaba a la PlayStation 3 y Xbox 360, mientras que para la PlayStation 4 y Xbox One sólo iba a ser liberado como un lanzamiento digital, pero el 10 de diciembre de 2013, se anunció que para la PlayStation 4 y Xbox One también recibirían versiones físicas. Las positivas ventas de Peace Walker en Japón, resultaron en la adición de Kazuhira Miller a la portada de Ground Zeroes junto a Big Boss. Sin embargo, debido a las malas ventas del mismo en occidente, Kojima prefirió eliminarlo de la portada en su versión en inglés. Para la versión japonesa del juego, Kojima confirmó una opción de texto inglés, tanto para los menús como para los diálogos. Esto haría posible jugar el juego con el elenco de voces en japonés, acompañadas de subtítulos en inglés.
El 4 de febrero de 2014, Game Informer adelantó que la misión central de la historia de Ground Zeroes podría completarse en dos horas. Sin embargo, esto sólo se refiere a misiones principales del juego, ya que con las operaciones secundarias, parches XOF y otros extras, la duración del juego puede extenderse de forma considerable.
El 24 de abril de 2014 Konami anunció que las misiones descargables exclusivas “Deja Vu” y “Jamais Vu” pasarían a estar disponibles para todas las plataformas.

## Recepción
Las críticas de Ground Zeroes, en su mayoría, fueron generalmente positivas. Sus aspectos más destacados fueron la historia, la jugabilidad, la IA, y los gráficos. Pero su mayor negativa fue la duración del juego y la permanencia en el mismo escenario. 
3D Juegos le dio una valoración de 8.5/10, alabando la narrativa, la jugabilidad, los gráficos y la IA. Mencionó que "Ground Zeroes sorprende, nos pone una exclamación de sorpresa como a los soldados a los que nos enfrentamos. Es un prólogo muy recomendable no sólo para fans, sino para cualquiera que sienta interés."
Vandal le dio una puntuación 8/10 diciendo que "Ground Zeroes es la esencia de The Phantom Pain en una dosis pequeña, recomendable sin problemas para fans de la saga y para cualquier jugador que esté dispuesto a sacar todo su jugo."
La web de videojuegos Gamerologies lo ha valorado positivamente, destacando la IA de los enemigos y el apartado gráfico de entre todo su conjunto, criticando que toda la acción se desarrolle en un mismo escenario, puntuando finalmente el juego con un 8/10.
MeriStation le dio una calificación de 7.5/10, destacando aspecto positivos en cuanto al argumento, el sigilo, el iDroid y los gráficos. En su conclusión mencionaron que "Metal Gear Solid V: Ground Zeroes es un videojuego corto pero intenso que pese a su duración puede ofrecer mucho al jugador dispuesto a sacarle hasta la última gota.  Sin duda los fans de la saga tendrán motivos de sobra para comprarlo y los jugadores que no sean fans encontrarán en MGS V: Ground Zeros un futuro realmente prometedor en cuando a gráficos y tecnología, una buena muestra de lo que puede hacer el Fox Engine de Kojima Productions." La versión para PC recibió una calificación de 7.7/10 por los gráficos, el buen rendimiento en ordenadores y una excelente conversión de consolas a PC.
Hobby Consolas le dio una calificación de 78% mencionando que "Ground Zeroes presenta los pilares de lo que será The Phantom Pain, con unas mecánicas de mundo abierto que apuntan muy buenas maneras. Ahora bien, es lo que es: un prólogo muy breve de algo llamado a ser grande, pero no un juego completo."
El sitio web VidaExtra le dio una puntuación de 6/10, mencionando que "Ground Zeroes está más cerca de la demo que del juego con cara y ojos, y eso le pasa factura demasiado pronto, concretamente tras dos horas girando dentro de la consola."
En lo que respecta a la acogida por parte del público, el 26 de abril de 2014 Konami anunció que el juego había alcanzado la cifra de un millón de unidades vendidas sin contar las copias digitales del juego. Según el sitio VGChartz, el juego ha vendido actualmente más de dos millones de unidades.